# Trần Đức Lương
Trần Đức Lương, né le 5 mai 1937 et mort le 20 mai 2025, est un dirigeant et homme d'État vietnamien, président de l'État du 24 septembre 1997 au 24 juin 2006, réélu en 2002.

## Biographie

### Formation professionnelle
Trần Đức Lương naît dans la province de Quảng Ngãi et s'installe à Hanoï à la fin de ses études en 1955. Il étudie la géologie et obtient un diplôme d'ingénieur à l'Université des mines et de la géologie de Hanoï. 
De 1955 à 1979, il intègre le Département général de la Géologie (DGG), rattaché au Conseil des ministres. Il est ensuite directeur général du DGG de 1979 à 1987.

### Parcours politique
En 1981, Trần Đức Lương est élu député et devient chef de la Commission scientifico-technique de l'Assemblée nationale. Il est réélu député en 1986.
Trân Duc Luong est vice-Premier ministre à partir septembre 1992 et devient membre du Bureau politique du Parti communiste vietnamien en juin 1996.
Il est ensuite élu par l'Assemblée nationale populaire à la présidence de l'État. Sa présidence est conforme à la pratique institutionnelle voulue par la Constitution du Viêt Nam. Son rôle est donc effacé mais efficace[réf. souhaitée]. Il se rend dans de nombreux pays, notamment en Afrique, pour permettre des échanges commerciaux, accords et traités en tout genre, le Viêt Nam devant être à la pointe de l'ouverture économique.
En 2002, Trần Đức Lương est réélu par les députés vietnamiens pour un nouveau mandat de cinq ans. Il continue ses actions extérieures en ouvrant le Viêt Nam au monde et à la mondialisation, le pays ayant pour objectif de devenir un pays industrialisé le plus rapidement possible. Le pays a une croissance économique à 7 % par an depuis 1999[Quand ?]. Trần Đức Lương est attentif aux travaux du Conseil d'État qu'il préside, notamment pour la réforme de l'État. 
Son mandat prend fin le 24 avril 2006, à un an du terme prévu par la Constitution, par la démission collective du président, du Premier ministre et du président de l'Assemblée nationale : Le Premier ministre voulait démissionner depuis longtemps pour raisons de santé et le Secrétaire général du Parti communiste, Nông Đức Mạnh, voulant tourner une page politique, il leur a demandé à chacun de démissionner.
Trần Đức Lương est décoré par son successeur, Nguyễn Minh Triết, en 2007.
Il meurt le 20 mai 2025 à l'âge de 88 ans à Hanoï,.